# Flines-lez-Raches
Flines-lez-Raches település Franciaországban, Nord megyében. Lakosainak száma 5677 fő (2022. január 1.). Flines-lez-Raches Coutiches, Anhiers, Bouvignies, Faumont, Lallaing, Marchiennes és Râches községekkel határos.

## Népesség
A település népességének változása:
| Lakosok száma | 5521 | 5517 | 5624 | 5570 | 5597 | 5598 | 5612 | 5610 | 5677 |
|               | 2013 | 2015 | 2016 | 2017 | 2018 | 2019 | 2020 | 2021 | 2022 |